# دينت دي هيرينس
دينت دي هيرينس (بالإنجليزية: Dent d'Hérens) هو أحد جبال سلسلة جبال الألب بينيني وجزء من القمة الأم ماترهورن يقع في فالي دا أوستا، إيطاليا وكانتون فاليز، سويسرا. يبلغ ارتفاع الجبل حوالي 4171 متر، بينما يبلغ ارتفاع نتوء الجبل 692 متر، وقد سجل أول وصول لقمة الجبل عام 1863.